# 책임운영기관
책임운영기관(責任運營機關)은 정부가 수행하는 사무 중 공공성을 유지하면서도 경쟁 원리에 따라 운영하는 것이 바람직하거나 전문성이 있어 성과관리를 강화할 필요가 있는 사무에 대하여 기관의 장에게 행정 및 재정상의 자율성을 부여하고 그 운영 성과에 대하여 책임을 지도록 하는 대한민국의 행정기관이다.

## 구분
「책임운영기관의 설치·운영에 관한 법률」 제2조에 따라 책임운영기관은 지위와 사무 성격에 따라 구분할 수 있다. 지위에 따라서는 대한민국의 중앙행정기관 소속 기관인 소속책임운영기관과 「정부조직법」에 따른 청으로서 설치된 중앙책임운영기관으로 구분할 수 있으며 사무 성격에 따라서는 조사연구형 책임운영기관, 교육훈련형 책임운영기관, 문화형 책임운영기관, 의료형 책임운영기관, 시설관리형 책임운영기관과 그 밖에 대통령령으로 정하는 유형의 책임운영기관으로 구분할 수 있다.

## 소속책임운영기관
소속책임운영기관은 사업적·집행적 성질의 행정 서비스를 제공하며 업무 성과를 측정할 수 있는 사무나 기관 운영에 필요한 재정 수입의 전부 또는 일부를 자체적으로 확보할 수 있는 사무의 경우 설치한다. 설치할 때는 행정안전부 장관이 기획재정부 및 해당 중앙행정기관장과 협의하여야 하며 이는 해제할 때도 마찬가지다. 중앙행정기관장이 행정안전부 장관에게 책임운영기관의 설치와 해제를 요청할 수도 있다.
기관장은 공개모집 절차에 따라 선발하여 임기제공무원으로 임용한다. 근무 기간은 5년의 범위에서 정하되 최소 2년 이상으로 하며 연장할 수도 있다. 사업 실적이 매우 부진할 경우에 소속책임운영기관운영심의회 심의를 거쳐 면직할 수 있다.
소속책임운영기관은 직제에서 대강의 내용을 규정한 뒤 소관 업무, 집행 절차, 하부조직의 설치, 공무원의 인사 운영, 예산 및 회계에 관한 사항을 기본운영규정에서 정한다. 중앙행정기관장은 소속책임운영기관 소속 공무원에 대한 일체의 임용권을 가진다.
기관 운영에 필요한 재정 수입의 전부 또는 일부를 자체적으로 확보할 수 있는 사무를 다루는 소속책임운영기관은 사업의 효율적 운영을 위해 책임운영기관특별회계를 운영하며 나머지 소속책임운영기관은 일반회계로 운영한다. 책임운영기관특별회계는 중앙행정기관장이 운용하고 기획재정부 장관이 통합하여 관리하며 특별회계로 운영하는 사업은 정부기업으로 간주한다.

## 중앙책임운영기관
조직과 정원은 「정부조직법」을 통해 규정한다. 중앙책임운영기관장의 임기는 2년으로 하고 한 차례 연임이 가능하며, 고위공무원단에 속하는 공무원을 제외한 소속 공무원에 대한 일체의 임용권을 가진다. 중앙책임운영기관의 예산과 회계는 소속책임운영기관의 예에 준하여 다룬다.
책임운영기관의 존속과 제도 개선 등을 심의하기 위해 행정안전부 장관 소속으로 책임운영기관운영위원회를 둔다.

## 군 책임운영기관
대한민국 국군이 수행하는 업무 중 국방목표를 효율적으로 달성하기 위하여 경쟁원리에 따라 운영하는 것이 바람직한 업무에 대하여 기관의 장에게 행정 및 재정상의 자율성을 부여하고 그 운영성과에 대하여 책임을 지도록 하는 국군의 부대 및 기관을 말한다.
현재 국방출판지원단, 국방통합데이터센터, 국군복지단 등 3개 기관이 군 책임운영기관으로 지정되어 있다.

## 같이 보기
- 책임운영기관운영위원회
- 대한민국의 중앙행정기관